# Omloop van het Hageland
L'Omloop van het Hageland est une course cycliste féminine belge. Créée en 2005, la course fait partie depuis 2011 du calendrier de l'Union cycliste internationale en catégorie 1.2 de 2011 à 2015, et en catégorie 1.1 depuis 2016. Le parcours, long d'environ 120 kilomètres, est disputé autour de Tielt-Winge.
L'édition 2021 n'a pas lieu.

## Palmarès
| Année | Vainqueur         | Deuxième               | Troisième            |                  |
| ----- | ----------------- | ---------------------- | -------------------- | ---------------- |
| 2005  | Ludivine Henrion  | Ilse Geldhof           | Anja Nobus           |                  |
| 2006  | Ilse Geldhof      | Anja Nobus             | Karen Steurs         |                  |
| 2007  | Louise Moriarty   | Yolandi du Toit        | Lieve Koninkx        |                  |
| 2008  | Liesbet De Vocht  | Birgit Söllner         | Ilse Geldhof         |                  |
| 2009  | Andrea Bosman     | Martine Bras           | Mascha Pijnenborg    |                  |
| 2010  | Emma Johansson    | Martine Bras           | Grace Verbeke        |                  |
| 2011  | Emma Johansson    | Adrie Visser           | Sjoukje Dufoer       |                  |
| 2012  | Lizzie Armitstead | Pauline Ferrand-Prévot | Elisa Longo Borghini |                  |
| 2013  | Emily Collins     | Shelley Olds           | Emma Johansson       |                  |
| 2014  | Lizzie Armitstead | Emma Johansson         | Audrey Cordon        |                  |
| 2015  | Jolien D'Hoore    | Chantal Blaak          | Sara Mustonen        |                  |
| 2016  | Marta Bastianelli | Leah Kirchmann         | Lotta Lepistö        |                  |
| 2017  | Jolien D'Hoore    | Chloe Hosking          | Sarah Roy            |                  |
| 2018  | Ellen van Dijk    | Chloe Hosking          | Jolien D'Hoore       |                  |
| 2019  | Marta Bastianelli | Lotta Lepistö          | Leah Kirchmann       |                  |
| 2020  | Lorena Wiebes     | Marta Bastianelli      | Emma Norsgaard       |                  |
| 2021  | annulé/abandonné  | annulé/abandonné       | annulé/abandonné     | annulé/abandonné |
| 2022  | Marta Bastianelli | Emma Norsgaard         | Floortje Mackaij     |                  |
| 2023  | Lorena Wiebes     | Marta Bastianelli      | Audrey Cordon-Ragot  |                  |
| 2024  | Kristen Faulkner  | Mischa Bredewold       | Pfeiffer Georgi      |                  |
| 2025  | Femke Gerritse    | Lara Gillespie         | Susanne Andersen     |                  |